# Shijimiaeoides divina
Shijimiaeoides divina är en fjärilsart som beskrevs av Johann Heinrich Fixsen 1887. Shijimiaeoides divina ingår i släktet Shijimiaeoides och familjen juvelvingar. Inga underarter finns listade i Catalogue of Life.